# Sterrenbeeld

Het verschijnen van het sterrenbeeld stier (midden) en Orion (linksonder) aan de hemel

Een sterrenbeeld is een verzameling sterren die ogenschijnlijk een figuur vormt als men ze door lijnen zou verbinden. De sterren van een sterrenbeeld lijken dicht bij elkaar te staan aan het hemelgewelf in een herkenbare vorm. Sterrenbeelden krijgen de naam die de menselijke fantasie heeft gegeven aan de vorm.
Reeds in de oude tijden herkende men bepaalde patronen aan de nachtelijke hemel waaraan men macht toeschreef. Meestal bevinden zich een of meer heldere sterren in de figuur. De patronen zijn in de meeste gevallen slechts schijn: sterren die gezien vanaf de aarde bij elkaar in de buurt staan, staan in werkelijkheid vaak op zeer verschillende afstanden.

## Naamgeving
Alle sterrenbeelden hebben een Latijnse naam die gewoonlijk door astronomen gebruikt wordt. Veel namen van onze sterrenbeelden gaan terug op het oude Mesopotamië, waar de hemelverschijnselen nauwkeurig werden geobserveerd en opgetekend in de Babylonische astronomische dagboeken. Babylonische benamingen als leeuw, krab, weegschaal, tweeling, schorpioen, enz. zijn via de Grieken doorgegeven.
In de klassieke oudheid was er een lijst van 48 sterrenbeelden opgesteld door Ptolemeus. Veel van de sterrenbeelden die vanaf het noordelijk halfrond te zien zijn hebben nog steeds de namen die hij gebruikte. Het enige sterrenbeeld van Ptolemeus dat 'vervallen' is, is het Schip Argo (Argo Navis). Omdat dit een onpraktisch groot stuk van de hemel beslaat is het opgedeeld in vier kleinere beelden, t.w. Carina (Kiel), Puppis (Achtersteven), Pyxis (Kompas) en Vela (Zeilen).
De sterrenbeelden die te zien zijn vanaf de landen van de klassieke oudheid hebben veelal namen gekregen die afkomstig zijn uit de Griekse of Romeinse mythologie of van dieren. Vanaf de breedte van de Middellandse Zee is echter niet de gehele hemel te zien. Naarmate de ontdekking van de wereld en dus ook van de hemelkoepel vorderde zijn de nieuwe sterrenbeelden vaak genoemd naar navigatiehulpmiddelen of andere zaken die toen "high-tech" waren, zoals het slingeruurwerk en de microscoop.
De huidige indeling in sterrenbeelden is voornamelijk gebaseerd op de sterrenatlas die in 1603 werd uitgegeven door Johannes Bayer. Hierbij maakte hij al gebruik van gegevens die door ontdekkingsreizigers zoals Pieter Dirksz. Keyser en Frederik de Houtman verzameld waren.
De Internationale Astronomische Unie (IAU) bepaalde in 1922 de aanduidingen van alle 88 sterrenbeelden. Hierbij vervielen een aantal historische sterrenbeelden. De IAU stemde in 1928 voor exacte begrenzingen van deze sterrenbeelden die voorgesteld waren door de Belgische astronoom Eugène Delporte. Deze begrenzingen zijn in 1930 gepubliceerd door Delporte.. Hierbij is niet meer de vorm van het sterrenbeeld bepalend maar het gebied aan de hemel. Op die manier kan het sterrenbeeld gebruikt worden om objecten in dat gebied te benoemen.

## Tekens van de dierenriem

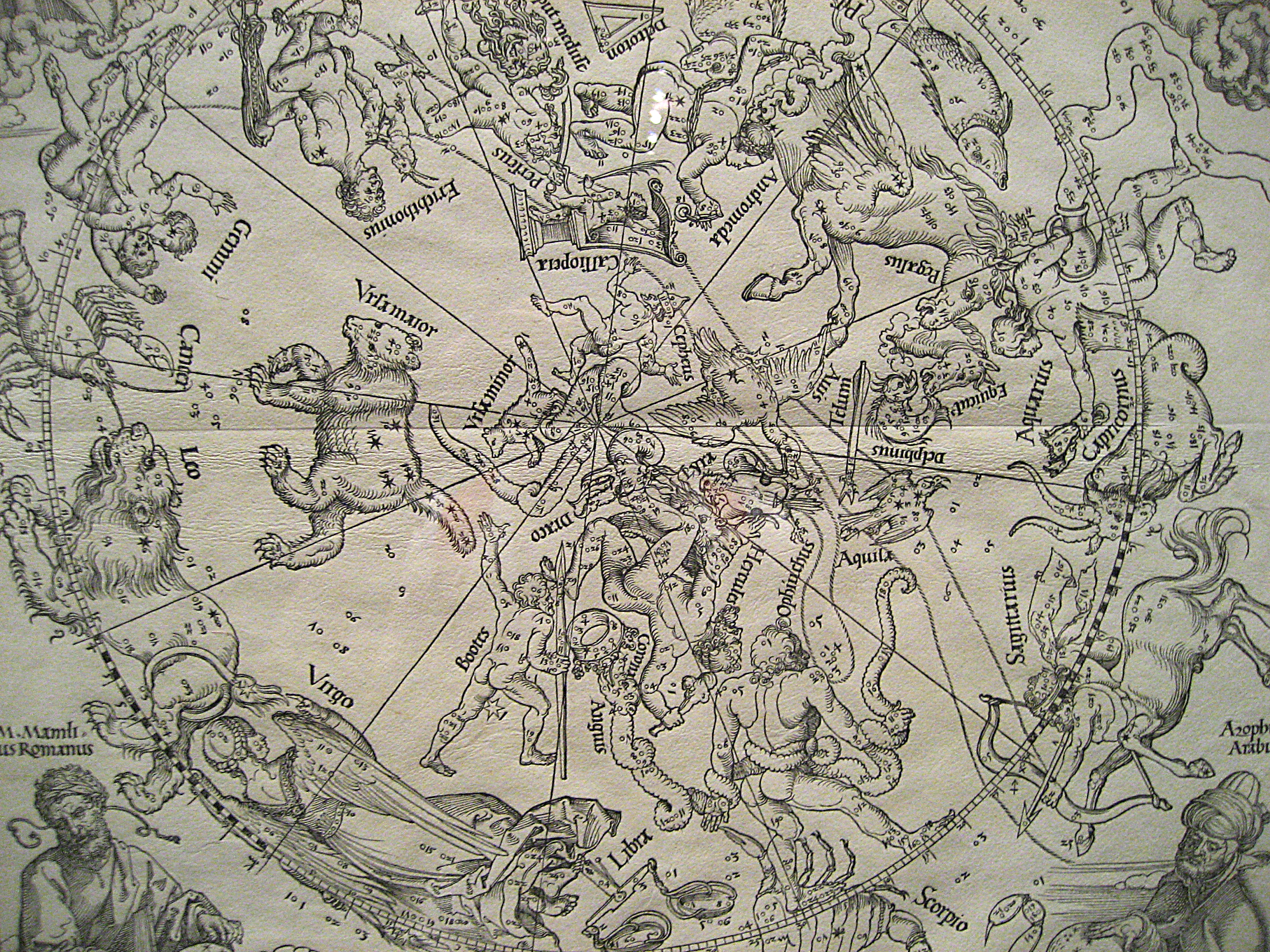
Sterrenkaart van de noordelijke sterrenhemel uit 1515

Twaalf van de bekendste sterrenbeelden zijn de tekens van de dierenriem of zodiak: dit zijn twaalf sterrenbeelden waardoor de zon schijnbaar beweegt gedurende het jaar, de ecliptica. De klassieke verdeling van één sterrenbeeld per maand klopt echter niet, de zon staat niet even lang in alle sterrenbeelden, vooral in de Schorpioen staat de zon maar korte tijd, en er is een dertiende sterrenbeeld Slangendrager (Ophiuchus) waar de ecliptica ook doorheen loopt. Ook verschuift het lentepunt door de precessie met ongeveer één sterrenbeeld (30°) per 2150 jaar, waardoor de tijdstippen dat de zon in een sterrenbeeld staat verschuiven. De klassieke verdeling berekende het jaar met de aarde als middelpunt, de huidige verdeling van twaalf maanden is van het zonnejaar.

## Namen van sterren in sterrenbeelden
Niet alle sterren hebben een unieke naam. Johannes Bayer heeft met zijn atlas ook de methode geïntroduceerd om de sterren van een sterrenbeeld te noemen naar het sterrenbeeld waar ze in staan, en ze naargelang hun helderheid of magnitude een Griekse letter mee te geven in volgorde van het Grieks alfabet. Alpha (α) is dan de helderste, beta (β) de op een na helderste en zo verder. Tevens speelde de volgorde van opkomen aan de horizon en positie van de ster in het sterrenbeeld mee. Zo is  alpha Ursae Majoris de ster Dubhe in de Grote Beer (Ursa Major) en beta Ursae Majoris de ster Merak.
Hoewel epsilon Ursae Majoris (Alioth) nog net een fractie helderder is dan Dubhe (alpha), is Dubhe door Bayer als alpha aangewezen vanwege de positie van de ster in het sterrenbeeld. Hetzelfde is gebeurd in het sterrenbeeld Tweelingen (Gemini). Hoewel Pollux (beta Geminorum) helderder is dan Castor (alpha Geminorum), is eerstgenoemde de tweede ster van het sterrenbeeld, omdat Castor eerder opkomt dan Pollux in het oosten.
Verder moet worden gezegd dat sommige sterren een variabele helderheid hebben, zodat de volgorde van helderheid kan veranderen.
Later bleek overigens het aantal letters onvoldoende en zijn er verschillende andere systemen verzonnen. John Flamsteed gebruikte nummers in plaats van Griekse letters, en latere stercatalogi hebben meestal een nummersysteem dat onafhankelijk is van de sterrenbeelden.